# Burg Bodman (Karolingische Königspfalz)
Die Burg Bodman, auch Karolingische Königspfalz genannt, ist eine abgegangene Burg bei Bodman-Ludwigshafen im Landkreis Konstanz in Baden-Württemberg (Deutschland).

## Geschichte
Die spätestens im 9. Jahrhundert erbaute frühmittelalterliche königliche Pfalz erhielt unter König Ludwig dem Frommen als neuer Zentralort des Bodenseeraums einen erheblichen Bedeutungszuwachs im 9. Jahrhundert. 13-mal diente die Pfalz einem König als Gastung. Sie wird insbesondere in den Jahren zwischen 879 und 912 als Ausstellungsort von Urkunden genannt. Durch eine Auseinandersetzung des Pfalzgrafen Erchanger mit König Konrad I. verlor der Ort in den 910er-Jahren mehr und mehr seine Bedeutung. Bereits beim Ungarneinfall des Jahres 926 im Bodenseeraum wurde sie – anders als andere befestigte Plätze der Region – von den zeitgenössischen Chronisten nicht mehr erwähnt.
Die Pfalz selbst stand etwas erhöht und war möglicherweise von einer leichten Mauer umgeben. Auf dem Hügel daneben lagen die in der Urnenfelderzeit angelegte Höhensiedlung Bodenburg und der sogenannte Hals. Letzterer befand sich östlich der Bodenburg. Er gilt als älteste Befestigung bei Bodman und weist Befestigungsspuren unterschiedlicher Epochen auf. Wahrscheinlich diente er aber auch zur Verteidigung der Pfalz. Die Burg der Herren von Bodman auf einem Hügel westlich der Bodenburg entstand erst Ende des 13. Jahrhunderts.